# Nelson G. Layton
Nelson G. Layton (* 8. August 1852 in Indiana; † 5. Juni 1925 in Prescott, Arizona) war ein US-amerikanischer Jurist und Politiker (Republikanische Partei).

## Leben
Nelson G. Layton besuchte die lokalen öffentlichen Schulen in Indiana. Seine Jugend war vom Bürgerkrieg überschattet. Layton war bis 1880 als Büroangestellter tätig, als er den Bundesstaat verließ. Er zog nach Colorado und ließ sich dort in Salida (Chaffee County) nieder. Nach seiner Ankunft arbeitete er in dem Handelsgeschäft seines Bruders. 1883 zog er in das Arizona-Territorium und ließ sich in Flagstaff (Coconino County) nieder. Layton blieb dort für den Rest seines Berufslebens. Er arbeitete bis 1893 für die Arizona Lumber Company. 1893 wurde er zum Friedensrichter gewählt. Layton kandidierte 1895 erfolgreich für den gemeinsamen Posten vom Nachlassrichter vom Coconino County und Superintendent of Schools vom Coconino County. Er wurde 1896, 1898 und 1900 wiedergewählt. 1902 wurde er Superintendent of Public Instruction vom Arizona-Territorium und bekleidete den Posten bis zum 1. Januar 1906. Nach dem Ende seiner Amtszeit kehrte er nach Flagstaff zurück, wo er als Bezirksrichter und Protokollführer bei Gericht tätig war. Layton wurde 1912 erneut Superintendent of Schools vom Coconino County – ein Posten, den er bis 1915 innehatte. Am 1. Januar 1915 wurde er Police Magistrate von der City von Flagstaff.
Nach seinem Tod wurde er auf dem Arizona Pioneers Home Cemetery in Prescott beigesetzt.